# Asociación Civil Mineros de Guayana (femenino)
El Mineros de Guayana (femenino) es un equipo de fútbol femenino profesional Venezolano, se encuentra ubicado en Ciudad Guayana, Bolívar y actualmente participa en la Superliga femenina de fútbol de Venezuela, liga equivalente a la máxima división del fútbol femenino en Venezuela.

## Historia
Mineros de Guayana (femenino)

## Uniforme
Mineros de Guayana (femenino)
- Uniforme titular: camiseta , pantalón , medias .
- Uniforme alternativo: camiseta , pantalón , .

### Evolución del uniforme
|                           |
| 2018-presente Alternativo |

### Indumentaria y patrocinador
| Periodo       | Proveedor     |
| ------------- | ------------- |
| 2018-presente | Sport Jugados |

| Periodo         | Patrocinador     |
| --------------- | ---------------- |
| 2018-Actualidad | Sin patrocinador |

## Instalaciones
Mineros de Guayana (femenino)

## Actual Directiva 2018
| Cargo             | Nombre           |
| ----------------- | ---------------- |
| Presidente        | Alejandro Arroyo |
| Director Técnico  | Maico Guerra     |
| Asistente Técnico | ?                |
| Preparador Físico | ?                |
| Utilero           | ?                |
| Fisio Terapeuta   | ?                |

## Palmarés
- Superliga femenina de fútbol de Venezuela (0):

- Copa Venezuela de Fútbol Femenino (0):